# Asaf Jah II.

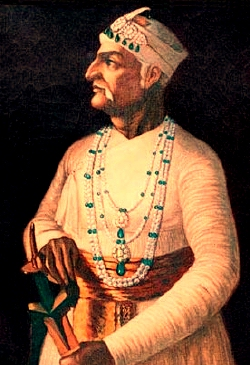
Mir Nizam Ali Khan

Nawab Mir Nizam-ul-Mulk 'Ali Khan Siddiqi Bahadur Asaf Jah II. (* 24. Februar 1734; † 6. August 1803 im Chomwalla-Palast von Hyderabad), war ein jüngerer Sohn von Asaf Jah I., dem es gelang, nach zahlreichen Kriegen und Gebietsverlusten sein Erbe im Dekkan als Fürstenstaat Hyderabad zu konsolidieren. Dieser wurde von seiner Familie mit ihren Gefolgsleuten, die eine muslimische Erobererklasse bildeten, bis 1948 regiert. Nach der Ermordung seines Bruders amtierte er fast 41 Jahre in einem kriegerischen Zeitalter.

## Lebensweg
Asaf Jah II. war der vierte überlebende Sohn seines Vaters mit der Umda Begum.

### 1748–1762

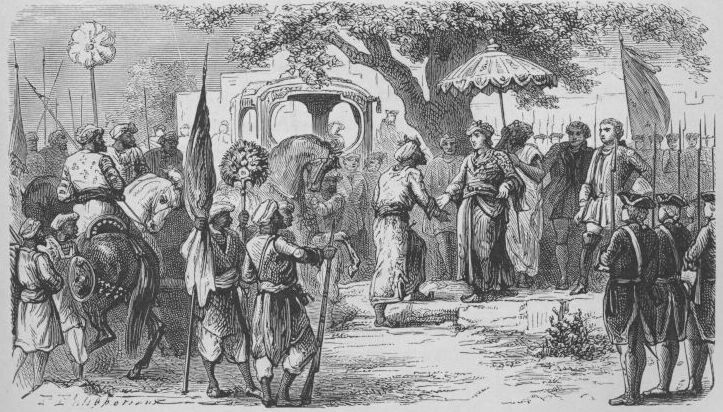
Der französische Gesandte Dupleix trifft den Gouverneur des Dekkan

Das von Asaf Jah I., dem Gouverneur des Dekkan, ererbte Gebiet hatte ca. 510.000 km². In den Kämpfen seiner Brüder untereinander hatten sich diese abwechselnd französische und britische Truppen als Verbündete gekauft, deren moderne Infanterie (Sepoys) einen entscheidenden Vorteil auf indischen Schlachtfeldern brachte. Es war dies eine Zeit andauernder Kriege mit häufig – oft durch Verrat – wechselnden Verbündeten.

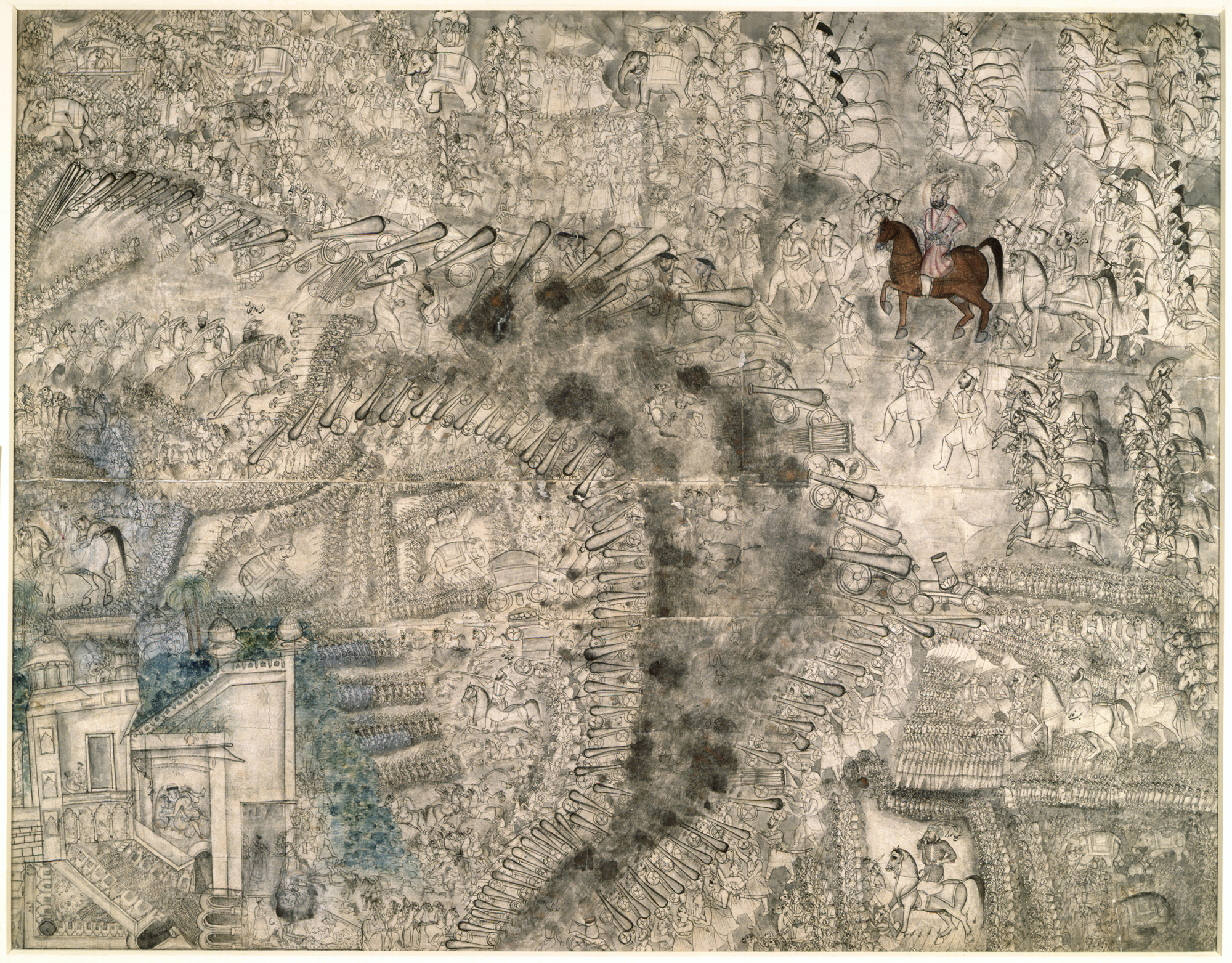
3. Schlacht von Panipat. Ahmad Shah Durrani auf dem Fuchs.

Von seinem Bruder, Ali Salabat Jung (* 1718), der nach Ermordung von Muzaffar Jung mit (bezahlter) französischer Unterstützung 1751 ins Amt gelangt war, wurde er als Diwan mit weitreichenden Vollmachten ausgestattet. Es folgten jahrelange Feldzüge mit wechselndem Kriegsglück. Große Landstriche mussten abgetreten werden. Zum einen an die Marathen, Verbündete des ältesten Sohns von Asaf Jah I., Ghazi ud-Din. Die Northern Circars gingen an den französischen General und Gouverneur de Bussy. Aus diesen Gebieten wurden sie durch die Briten in der Schlacht von Masulipatnam (⚔ 1757; heutiger Ortsname Machilipatnam) vertrieben. Diese waren bereits durch Clives Sieg bei Plassey (⚔ 23. Juni 1757) die dominierende Macht in Bengalen geworden.

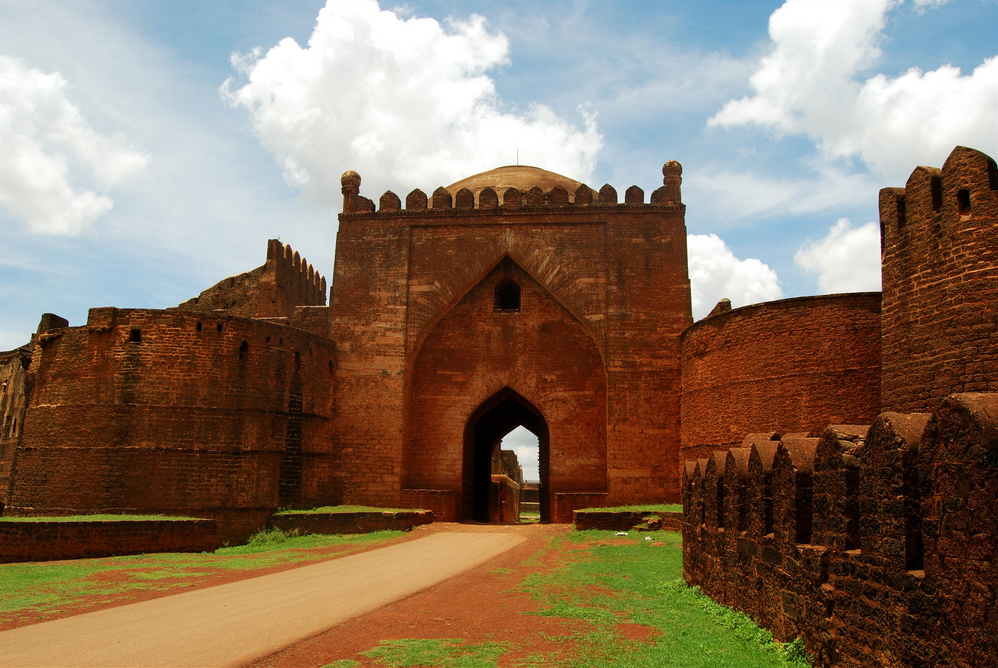
Tor des Fort von Bidar heute

Der Tod des Peshwa Ballaji Baji Rao erlaubte es gegen die Marathen zum Gegenschlag auszuholen. Ali Khan Siddiqi kommandierte das Heer von Hyderabad beim Sieg von Panipat (Belagerung ab 25. Oktober 1760, ⚔ 13. Januar 1761). Er konnte nun bis 20 km vor Poona marschieren, wo er nach Verhandlungen von Raghunath Rao (1734–84, = Ragoba) die Rückgabe großer Teile der verlorenen Gebiete erreichte. Das gewonnenen Ansehen nach diesem Sieg nutzte er, um nach seiner Rückkehr, mit Hilfe des Adels, in Aurangabad seinen Bruder im Fort von Bidar gefangenzusetzen (6. Juli 1762). Dieser wurde dort 1763 ermordet.

### Regierung
Der Krieg gegen die Marathen ging 1763 sofort weiter, diesmal wurde Poona geplündert, während Ragunāth Rāo Hyderabad erfolglos belagert hatte. Auf dem Rückmarsch gelang es Ragunāth, Jānojī Bhonsle, der mit Asaf Jah verbündet war, zum Verrat zu bewegen. Bei der Überquerung des Godavari kam es zum Massaker, unmittelbar danach im Oktober zu einem Vertrag zwischen den Kontrahenten. Zwei Jahre später zogen sie gemeinsam gegen den Bhonsle und vertrieben ihn aus Berar. Diese Distrikte unterstanden ab 4. Februar 1766 wieder zum großen Teil dem Nizam.
In den Jahren seit 1761 war Haider Ali von Mysore im Süden zu einer Bedrohung herangewachsen was zum ersten Mysore-Krieg führte in dem der Nizam zweimal die Seiten wechselte. Ihre Hilfe ließen sich die Briten 1766/8 durch die Abtretung der Northern Circars bezahlen.

Moderne administrative Gliederung der Circars

Auch wenn Asaf Jah II. de facto bis 1803 wie ein unabhängiger Herrscher agieren konnte, ließ er wesentliche Entscheidungen durch vom Hof des Großmogul pro forma durch Firman bestätigen. Seine Amtszeit war geprägt vom Ringen der Franzosen und Briten um Einfluss. Mit beiden wurden verschiedentlich Allianzen geschlossen. Der französische Einfluss blieb auch nach ihrer Niederlage noch stark, was besonders dem diplomatischen Geschick von François Raymond zu verdanken war, der auch eine Gießerei für Kanonen einrichtete. Sein Gegenspieler war seit April 1779 John Holland, der von Madras entsandt worden war, um gewisse Missverständnisse, die im Zusammenhang mit den Verhandlungen der Briten mit dem Bruder des Nizam Basalat Jung entstanden waren, aufzulösen. Der Konflikt um die Einnahmen der Circars wurde zunächst friedlich beigelegt, obwohl sie noch jahrzehntelang umstritten blieben.
Durch die Verträge vom 1. Juni und 4. Juli 1790 kam es zur Bildung der Dreierallianz Maratha-Hyderabad-East India Company, die gegen Tipu Sultan gerichtet war. An der Belagerung von Seringapatam (1792) nahmen Truppen, die vom zweiten Sohn Asaf Jahs und dem Diwan kommandiert wurden, teil. Der folgende Friedensschluss brachte dem Nizam große Gebietsgewinne. 1794 startete man einen Feldzug gegen Daulut Rao Scindia. Der Nizam wurde 1795 im Fort von Kharda umzingelt und eingeschlossen. Um freizukommen, musste er seinen Diwan, den britenfreundlichen Azim ul-Umra, als Geisel stellen (bis 1797) und das Fort von Daulatabad abtreten. Die Rebellion seines Sohnes wurde im selben Jahr mit französischer Hilfe niedergeschlagen. Die Unterstützung der Briten gegen Tipu Sultan führte zu einem vorteilhaften Vertragsschluss. Der plötzliche Tod des französischen Residenten 1798 verringerte den französischen Einfluss bei Hofe, die aber erst 1808 endgültig verdrängt wurden. Weitere Bündnisverträge der nächsten Jahre führten zu Gebietsgewinnen.
In den insgesamt acht Verträgen mit den Briten von 1798 bis 1808 hatte man sich verpflichtet, auch nach den Kriegen gegen Tipu Sultan Truppen (Nizam's Contingent) zu stellen. Der Nizam unterhielt 14000 Mann, die von französischer Seite ausgebildet worden waren, diese Truppe wurde auf britisches Drängen 1798 aufgelöst. Stattdessen verpflichtete man sich in einem Vertrag im selben Jahr die Subsidiary Force, die seit 1759 im Kriegsfalle den Briten zur Verfügung zu stellen waren, auf 6 Bataillone (Kosten 2,4 Millionen Rs.), die dauerhaft aufgestellt waren, auszubauen. Ab 1800 wurde die Stärke der in Secunderabad basierten Truppe auf 8 Bataillone Infanterie und 2 Kavallerieregimenter erhöht. Die Aushebung und der Unterhalt der Truppe wurde vom Nizam einer bestimmten Klasse von Adeligen, den paigah übertragen, die dafür erblich Ländereien und deren Steueraufkommen erhielten.
Begraben liegt er, wie seine Mutter und die Nachfolger der nächsten vier Generationen, in der Mekka-Moschee der Hauptstadt.

### Hauptstadt
Die Hauptstadt seines Reiches wurde 1763 von Aurangabad nach Hyderabad verlegt. Dieser Ort nahe Golkonda, war durch die größere Entfernung von den Gebieten der Mahraten strategisch günstiger; bereits sein Vater hatte den Bau einer Stadtmauer veranlasst.
In seine Amtszeit fällt der Beginn des Ausbaus des Chowmahalla-Palastes, ein wesentlicher Neubau war die Khilwat genannte Halle für Versammlungen (durbar) der lokalen Adligen, die dann von seinem Sohn als Residenz benutzt wurde. Für Sikander Jah war 1777 zwischen dem Chatta Bazaar und Dabirpura-Hauptstraße nordwestlich des Charminar mit dem Bau einiger Gebäude begonnen worden, die nach weiterem Ausbau zum sogenannten Purani Haveli („der alte Palast“) bildeten.

### Familie

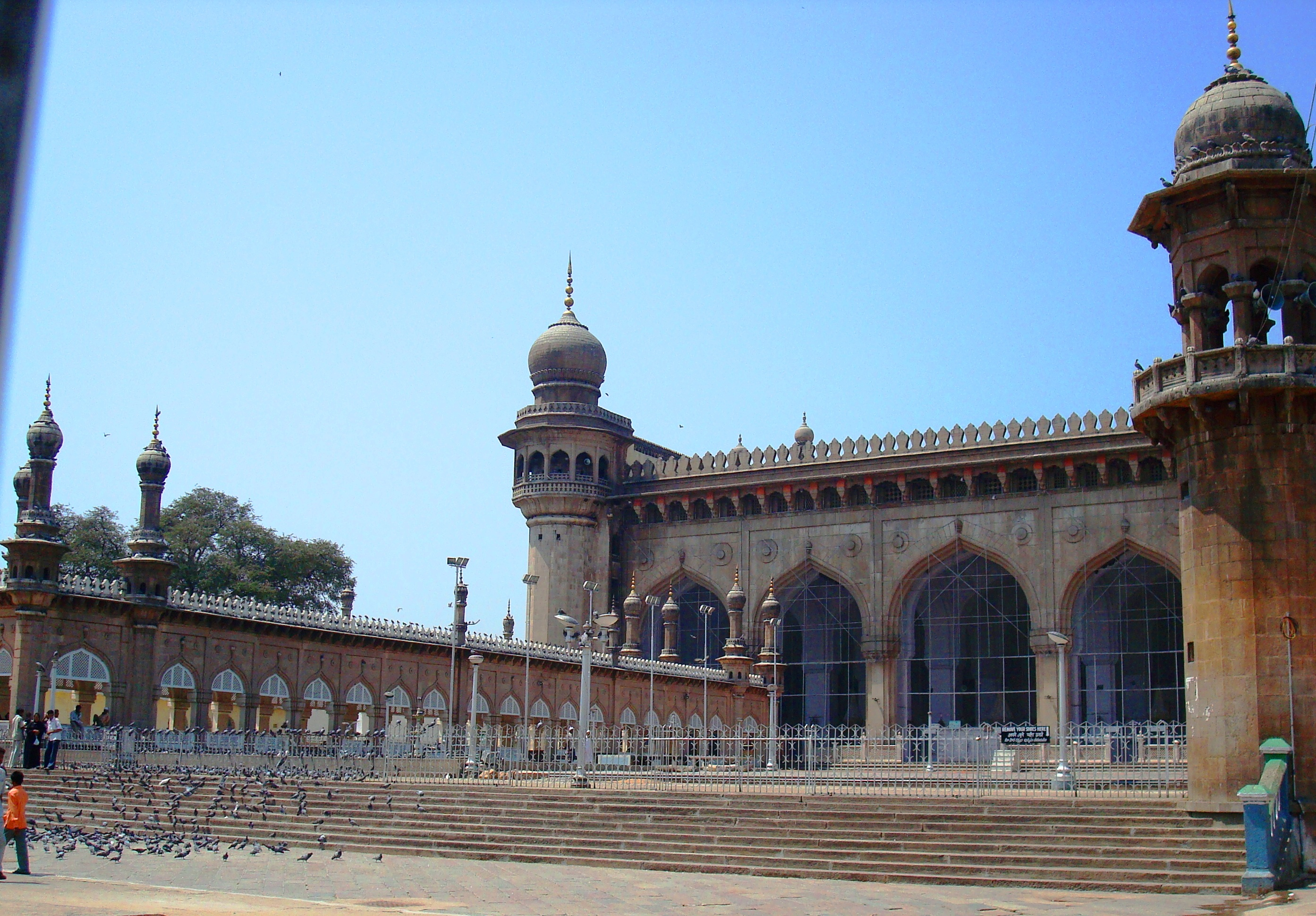
Mekka-Moschee in Hyderabad. Links der Flügel mit den Mausoleen der Herrscherfamilie

Seine Hauptfrau war die Zeib un-Nissa Begum, gemeinhin Burhanpur Begum genannt. Sie gebar ihm keine Kinder, er hatte jedoch von anderen Frauen insgesamt acht Söhne und dreizehn Töchter, die das Kleinkindalter überlebten.
Kinder, soweit bekannt:
- Mir Ali Jah, rebellierte gegen seinen Vater † 1795
- Sikander Jah, Asaf Jah III., * 17. Oktober 1771 als Akbar Jah
- Mir Subhan Ali
- Mir Ahmad Ali
- Bashir un-Nissa Begum (1781–1863), verh. mit Fakhruddin Khan Amir-e-Kabir Shams ul-Umra II.
- Mir Zulfiqar Ali Khan (= Taymur Jang Nasir ud-Daula Zulfiqar Malik-e-Jan-Dar-Jha)